# Municipio de Lynn (condado de Henry)
El municipio de Lynn (en inglés: Lynn Township) es un municipio ubicado en el condado de Henry en el estado estadounidense de Illinois. En el año 2010 tenía una población de 745 habitantes y una densidad poblacional de 7,91 personas por km².

## Geografía
Según la Oficina del Censo de los Estados Unidos, el municipio tiene una superficie total de 94.17 km², de la cual 94,08 km² corresponden a tierra firme y (0,1 %) 0,09 km² es agua.

## Demografía
Según el censo de 2010, había 745 personas residiendo en el municipio de Lynn. La densidad de población era de 7,91 hab./km². De los 745 habitantes, el municipio de Lynn estaba compuesto por el 98,26 % blancos, el 0,81 % eran afroamericanos, el 0,13 % eran de otras razas y el 0,81 % eran de una mezcla de razas. Del total de la población el 3,49 % eran hispanos o latinos de cualquier raza.